# Alf Johansson (kommunalpolitiker)
Karl Alf Johannes Johansson, född 4 maj 1917 i Nybro, död där 11 december 1983, var en svensk socialdemokratisk kommunalpolitiker.
Johansson, som var son till snickaren Oskar Johansson och Anna Karlsson, blev träarbetare på AB Gustav Kähr 1930, verkmästare 1947, golvinspektör där 1960 och var kommunalpolitiker på heltid från 1960. Han var ledamot av stadsfullmäktige från 1947 (ordförande 1951–1959), ordförande i Nybro stads drätselkammare från 1960 (ledamot sedan 1956) samt kommunstyrelsens ordförande och kommunalråd från 1971. Han var ordförande i Nybro Bostads AB från 1956, styrelseledamot i Skandinaviska Banken i Nybro från 1957, Kalmar lasarett från 1961 och Gudmundsgården från 1963. Han var bland annat även ordförande i nykterhetsnämnden från 1947 och ledamot av brandstyrelsen från 1960.